# Giovanni Bosco
Giovanni Bosco, cunoscut mai ales sub numele de Don Bosco, (n. 16 august 1815, Castelnuovo d’Asti, Piemont, Italia – d. 31 ianuarie 1888, Torino, Regatul Italiei) a fost un preot și educator romano-catolic italian, care a folosit metode educative bazate pe dragoste în loc de metodele punitive. Și-a plasat lucrarea sub protecția Sfântului Francisc de Sales și i-a asigurat continuitatea, fondând Societatea Saleziană. El este unicul sfânt care a fost denumit „Părintele și învățătorul tineretului”.
Urmând principul „binele nu poate fi apreciat dacă nu este cunoscut”, Don Bosco a realizat, dar a și promovat operele sale. Ca recunoaștere a sfințeniei și misiunii sale în folosul tinerilor, el a fost canonizat de către Biserica Catolică în anul 1934.

## Copilărie și vocație
Ioan Melchiore Bosco s-a născut la data de 16 august 1815 în Becchi, un cătun de 10 case ce aparținea de satul Morialdo, la o distanță de 5 km de comuna Castelnuovo din provincia Asti. Părinții săi erau Francisc Bosco și Margareta Occhiena. Copilăria și-a petrecut-o în satul natal în perioada 1815-1827.
A rămas orfan la vârsta de doi ani, în anul 1817, mamei revenindu-i dificila misiune de a îngriji pe cei trei copii, într-un an de mare secetă, calamitate naturală care se adăuga lipsurilor cauzate de războaiele napoleoniene ce sărăciseră ținuturile. Femeie profund credincioasă, mama sa reușește să depășească cu bine această perioadă și să-și crească copiii cu înțelepciune. Va fi pentru Ioan un exemplu excepțional de viață umană și creștină, exemplu care se va imprima în profunzime în sufletul său.
În anul 1824, tânărul Ioan vede prefigurat într-un „vis” misiunea sa, aceea de ajutorare a tinerilor. El va înțelege încă de mic urâțenia păcatului și se va ocupa de ajutorarea celor de-o seamă cu el. Va învăța să devina acrobat, prestidigitator, cântăreț, clovn, pentru a putea atrage la sine pe colegii săi și a-i ține departe de păcat. „Dacă sunt împreună cu mine - îi spunea mamei - nu vorbesc urât”.
În perioada 1824-1826, urmează studii sporadice la școala lui don Lacqua. Între anii 1828-1829, își petrece viața în casa familiei Moglia. Apoi, în perioada 1829-1830, efectuează studii private cu don Calosso.
Vrând să devină preot pentru a se dedica complet tinerilor, în timp ce muncea în timpul zilei, nopțile le petrecea asupra cărților. Între anii 1831-1835, studiază la Școala publică din Chieri. Ajuns la vârsta de 20 de ani, la data de 30 octombrie 1835, Ioan Bosco este admis ca student la Seminarul din Chieri. Aici urmează studii filosofice (1835-1837) și apoi studii teologice (1837-1841), fiind sfințit preot în orașul Torino la data de 5 iunie 1841, la vârsta de 26 de ani. În prima sa liturghie cere de la Dumnezeu "eficacitatea cuvântului" pentru a face bine sufletelor.

## Începuturile misiunii sale
Apoi, între anii 1841-1844, Ioan Bosco face studii de morală și pastorală la Colegiul ecleziastic din Torino. La data de 8 decembrie 1841, îl întâlnește pe Bartolomeo Garrelli; începe cu un catehism apostolatul său cu tinerii în Torino. În perioada 1844-1846, Don Bosco se află când într-un loc când în altul, căutând să gasească un loc stabil pentru Oratoriul său. În noiembrie 1845, el inițiază proiectul școlilor serale.
În plină dezvoltare industrială, orașul Torino atrăgea multe persoane prin oferta sa de muncă. Orașul se umpluse de copii săraci în căutare de lucru, orfani sau abandonați, expuși la multe pericole pentru suflet și pentru trup. Don Bosco  începu să-i strângă duminica, ba într-o biserică, ba într-o pajiște, ba într-o piață, pentru a-i face să se joace și să-i instruiască în viața creștină până când, după cinci ani de dificultăți enorme, reuși să se stabilească într-o zonă periferică din cartierul Valdocco și să deschidă primul Oratoriu la data de 12 aprilie 1846. La început, Oratoriul număra deja 300 de tineri.
Vizitând tinerii din închisori constată că mulți dintre ei erau recidiviști. Ieșiseră din penitenciare cu ferma hotărâre de a începe o viață mai bună, însă după puțin timp au fost din nou închiși. Principala cauză a acestei situații era abandonul social la care erau supuși, nici unul din ei nereușind să-și găsească un prieten care să se intereseze de ei și să le poarte de grijă.
În iulie 1846, Don Bosco se îmbolnăvește grav de pleurită, 8 zile aflându-se între viață și moarte. După ce își revine o cheamă pe mama Margareta să îl ajute. La 8 decembrie 1847, deschide un al doilea oratoriu în cartierul Porta Nuova din Torino. 
Unii dintre cei cărora le împărtășise proiectul său apostolic, îl considerau nebun. În anul 1848, Don Bosco este și ținta unui complot; este împușcat, dar glonțul îi rupe numai haina. La data de 31 martie 1852, Don Bosco este recunoscut în mod oficial de către episcopul său ca director în trei oratorii din Torino.
În anul 1853, Don Bosco deschide școlile profesionale interne, fondează prima fanfară și lansează "Lecturile Catolice", prima sa revistă populară.

## Fondator al Congregației Saleziene
De acești tineri ai nimănui se ocupa don Bosco. Pentru ei fondează Oratoriul Sf. Francis de Sales, ce le oferea o familie, posibilitatea de a studia sau a învăța o meserie, de a deveni cetățeni onești și buni creștini. Pentru ei și-a sacrificat și acei puțini bani pe care îi avea, timpul său, ingeniozitatea ce o avea din belșug, sănătatea sa. Pentru ei a fondat Congregația Saleziană, formată din preoți și coajutori care vor continua opera sa.
La data de 25 martie 1855, are loc primul pas al nașterii Societății Saleziene: clericul Mihai Rua depune voturile private în mâinile lui don Bosco. În anul 1858, Don Bosco face o prima vizită la Roma și la Papa Pius al IX-lea.
La data de 9 decembrie 1859, Don Bosco comunică decizia de a înființa Congregația Saleziană. Astfel, la 18 decembrie 1859, el constituie primul "Capitul Superior Salezian". La data de 12 iunie 1860, un număr de 26 de salezieni subscriu regulilor Congregației.
Don Bosco își continuă proiectele educative. El deschide o primă tipografie în anul 1861, apoi o primă casă în afara orașului Torino (la Mirabello Monferrato) la 20 octombrie 1863.
La data de 23 iulie 1864, Congregația Saleziană primește prima recunoaștere din partea Sfântului Scaun (Decretul de laudă). În anul 1868, este consacrată bazilica Maria Ausiliatrice din Torino. În anul 1869, Don Bosco obține aprobarea definitivă a Societății Saleziene din partea Vaticanului.
El a implicat în aceste opere de binefacere și mulți laici. Pentru ca activitatea lor să fie mai coordonată și mai eficientă a fondat în anul 1876 o asociație, a Cooperatorilor Salezieni. Pentru ei a lansat în august 1877 o revistă numită Buletinul Salezian, în care se făceau cunoscute operele realizate, cele care erau în curs de realizare, dar și proiectele de viitor.
În anul 1855, Don Domenico Pestarino înființase la Mornese, Alessandria, o asociație din care se va naște societatea Fiicelor Mariei Ajutorul Creștinilor. Dorind să extindă apostolatul său și către copile, la data de 18 aprilie 1869, Don Bosco a fondat, la Torino, împreună cu Maria Domenica Mazzarello (1837-1881) Congregația Fiicelor Mariei Ajutorul Creștinilor. La data de 5 august 1872, a fost întemeiat la Mornese Institutul "Fiicele Mariei Ajutorul Creștinilor" (FMA).
Congregația Saleziană se extinde treptat și în afara regiunii Piemont. Astfel, după ce în iunie 1870 a fost fondată la Valdocco "Societatea foștilor elevi al Oratoriului Salezian", din care se va dezvolta ulterior Asociația Ex-elevilor lui don Bosco, în luna septembrie 1870, este deschisă prima casă în afara regiunii Piemont (la Alassio, Savona). Ca recunoaștere a misiunii Congregației lui Don Bosco, la data de 3 aprilie 1874, Sfântul Scaun aprobă Constituțiile Saleziene.
Limitele Congregației se extind continuu, depășind teritoriul Italiei. Mai întâi în America Latină, unde pleacă la data de 11 noiembrie 1875 o primă expediție misionară saleziană. În anul 1879, are loc primul contact al misionarilor salezieni cu indigenii din Patagonia. Congregația se extinde în Brazilia (14 iulie 1883) și apoi în Chile (19 martie 1887).
De asemenea, opera saleziană se desfășoară treptat și în alte țări ale Europei. La data de 21 noiembrie 1875, este deschisă prima casă saleziană în afara Italiei, în orașul Nice (Franța). În anul 1877, salezienii își țin primul lor Capitul general, stabilindu-și obiectivele. În anul 1881, activitatea salezienilor începe să se desfășoare și în Spania.
După vizita efectuată în Franța în perioada februarie-mai 1883, sănătatea lui don Bosco intră în declin, accentuându-se după anul 1884. Cu toate acestea, doi ani mai târziu, în 1886, el efectuează o vizită în orașul Barcelona. Apoi, la 14 mai 1887, este consacrată Bazilica Preasfintei Inimi în Roma, a cărei construcție fusese încredințată lui don Bosco.
Don Bosco trăiește fericirea de a vedea consacrarea ca episcop la data de 7 decembrie 1884 a mons. Giovanni Cagliero, primul călugăr salezian devenit ierarh romano-catolic.
La data de 31 ianuarie 1888, Don Bosco trece la cele veșnice, la vârsta de 73 de ani. Opera sa număra în acel moment 773 călugări salezieni și 393 Fiice ale Mariei Ajutătoare.

## Meritele lui Don Bosco
Don Bosco și-a dedicat tot timpul său liber, pe care nu de puține ori îl fură somnului, pentru a scrie și a divulga fascicule și opuscule pentru instrucția creștină a poporului. El a fost un om de caritate foarte activ, însă și un mistic dintre cei mai mari.
Don Bosco a format generații întregi de sfinți pentru că i-a readus pe tinerii săi la iubirea lui Dumnezeu, la realitatea morții, a judecății lui Dumnezeu, al Iadului etern, la necesitatea de a se ruga, de a fugi de păcate și de ocaziile care conduc la păcat și de a se apropia frecvent de sacramentele Spovedaniei și al Împărtășaniei.
A fost respectat și iubit de către cei care l-au cunoscut. Scriitorul francez Victor Hugo, după o îndelungată conversație cu el, mărturisea că a întâlnit un om de excepție.
A fost un apărător ferm al credinței catolice, a scris lucrări apologetice, însă asta nu l-a împiedicat să respecte și chiar să fie prieten cu protestanți sau evrei. Scria în Catolicul în viață: "Să dezaprobăm greșelile, dar să respectăm totdeauna persoanele."
A fost atât de dedicat operelor pentru tineri, încât înainte de a muri tot la ei se gândea când le-a lăsat un ultim mesaj: "Spuneți tinerilor că îi aștept în Paradis...". Și-a dat ultima suflare pe data de 31 ianuarie 1888, în săraca sa cameră din Valdocco, la vârsta de 72 de ani.
Opera sa a fost continuată de către călugării salezieni, de Fiicele Mariei Ajutătoare și de Cooperatorii Salezieni care s-au extins în întreaga lume în serviciul celor tineri, a celor săraci și suferinzi, cu școli de orice fel și grad, institute tehnice și profesionale, spitale, dispensare, oratorii și parohii.

## Studii
Printre studiile urmate de către Ioan Bosco menționăm:
- 1824-1826 - studii sporadice la școala lui don Lacqua
- 1829-1930 - studii private cu don Calosso
- 1831-1835 - școala publică din Chieri
- 1835-1837 - studii filosofice
- 1837-1841 - studii teologice
- 1841-1844 - studii de morală și pastorală în Colegiul ecleziastic din Torino

Trebuie remarcat că nivelul cultural al lui don Bosco nu fu dat atât de școlile pe care le-a urmat, ci de studiul personal, autodidact, căruia i-a dedicat tot timpul liber pe care-l avea, furând ore bune de somn pentru a citi. Memoria prodigioasă l-a ajutat din plin.

## Opere
Operele publicate de don Bosco au fost adunate și retipărite într-o colecție de 38 de volume, numită Opere Edite, cuprinzând în total 216 scrieri; în această colecție, 68 dintre ele sunt publicate parțial. Experții consideră că 94 dintre ele sunt atribuite sau atribuibile lui don Bosco, 10 nu par a fi scrise de el, iar 13 dintre ele sunt anonime.
Dintre acestea sunt de semnalat:
- 1844-1845 - Istoria Bisericii ("Storia Ecclesiastica")
- 1846-1847 - Tânărul instruit ("Il giovane provveduto")
- 1847-1848 - Istoria biblică ("Storia Sacra")
- 1855 - Istoria Italiei ("La Storia d’Italia')
- Viețile a diferiți sfinți și papi.

Pentru mai multe detalii, poate fi consultată Lista completă a Operelor Edite Arhivat în 28 ianuarie 2007, la Wayback Machine..

## Sistemul preventiv
Don Bosco a devenit faimos în domeniul educației prin metoda sa proprie, cea a "Sistemului preventiv". Când era întrebat despre aceasta, despre cum reușea să-i conducă pe tineri cu bucurie pe calea virtuții, el obișnuia să răspundă: sistemul preventiv - caritatea și teama de Dumnezeu insuflată în inimi. O dată, solicitâdu-i-se cu insistență mai multe detalii, răspunse: "Mi se cere să expun sistemul meu… Dar nici nu m-am gândit vreodată la vreun sistem... Am mers mereu înainte fără sisteme, după cum Dumnezeu mă inspira și după cum circumstanțele cereau."
Studioșii însă, descoperiră particularitățile lui don Bosco în educație: caritate, teama de Dumnezeu, încrederea în superiori, frecventarea sfintelor sacramente, al Spovedaniei și al Împărtășaniei, facilitățile oferite tinerilor pentru a se putea spovedi.
Sistemul preventiv este - după cum numele îl sugerează - un sistem care încearcă să prevină manifestările negative în viața tinerilor prin propuneri pro-pozitive inteligente, adică a anticipa răspunsul la necesitățile ce se pot ivi și a pune astfel în imposibilitatea fizică și morală de a comite fapte reprobabile care pot compromite creșterea. Această metodă pedagogică implică:
- acceptarea necondiționată a tinerilor, primindu-i așa cum sunt, luând ca punct de plecare în educație stadiul concret în care se află;
- credința fermă că în orice tânăr - chiar și în cel mai necesitat - există resurse pozitive; efortul de a descoperi, valoriza și dezvolta acest patrimoniu natural și supranatural, luându-l ca punct de plecare pentru o educare integrală;
- crearea unui ambient senin, de bucurie, întrepătruns de relații personale, vivificat de prezență benevolă și solidară, similar al celui din familie, pentru a permite confidența, care este condiția indispensabilă pentru o reușită a acțiunii educative;
- participarea la activitățile culturale și sportive, la conversațiile lor, la viața lor, acordând atenție la exigențele lor adevărate și la valorile lor; aici, în spontaneitatea raporturilor, educatorul înțelept găsește momentul de intervenire în mod educativ, simplu în expresii, dar profund prin efect, din cauza climei de prietenie în care se desfășoară;
- cunoașterea continuă a elementelor culturale ale tinerilor, atât de schimbătoare astăzi: aspirațiile, judecățile de valoare, condiționările, situațiile de viață, modelele ambientale, tensiunile, revendicările, propunerile colective;
- interesul pentru problemele lor, descoperirea modului lor de a vedea lucrurile;
- prospectarea itinerariilor și obiectivelor necesare pentru a răspunde la problemele lor;
- propuneri multiple de experiențe pozitive care să satisfacă diversele cerințe pentru a dezvolta calitățile ce se găsesc în tineri în formă embrionară;
- promtitudinea de a interveni și a clarifica problemele, pentru a indica criterii, pentru a corecta cu prudență și blândă fermitate idei și comportamente reprobabile;
- o prezență care știe să animeze constant diferitele momente de întâlnire și care știe să dea importanță protagonismului tinerilor;
- o atenție specială pentru cei mai necesitați și mai marginalizați;
- considerarea adolescenței nu ca o perioadă de tranzit, ci ca un timp real de har pentru construcția personalității;
- o formare a conștiinței, a capacității critice, a sensului familiar, social și politic, a maturității afective, a viziunii creștine a sexualității.

Finalitatea educativă a lui don Bosco era una integrală: "bun creștin și onest cetățean". De aceea își baza metoda pedagogică pe rațiune, religie și iubire.

## Recunoașteri

### Sfințenie
- Don Bosco este proclamat fericit pe 2 iunie 1929 de către Papa Pius al XI-lea
- Don Bosco este proclamat sfânt pe 1 aprilie 1934 de către Papa Pius al XI-lea

### Patronate
Sf. Ioan Bosco este declarat:
- Patronul editorilor catolici în 24 mai 1946 de către Papa Pius al XII-lea (și astăzi salezienii, fii lui don Bosco, conduc Tipografia Vaticanului)
- Patronul acrobaților și prestidigitatorilor din Spania, în 1953
- Patronul ucenicilor italiani, în 31 ianuarie 1958 de către papa Pius al XII-lea (la propunerea ministrului muncii din Italia)
- Tată și maestru al tinerilor, în 24 ianuarie 1989 de către Papa Ioan Paul al II-lea
- Patronul localității Soverato, Catanzaro, Calabria
- Patronul localității Valmorea, Como, Lombardia
- Patronul teritoriului Țării de Foc (aflat în sudul Argentinei) și ale Regiunilor Antarctice
- Patronul educatorilor, al școlarilor, al studenților, al tinerilor și al multor alte localități, institute, școli, asociații

După un referendum on-line în anul 2003 privind alegerea unui patron al Internetului, la care au participat peste 70.000 de navigatori din lumea întreagă, a obținut locul al II-lea, cu 33,54% din voturi (23.668 voturi), la foarte mică distanță de Don Iacob Alberione, cu 33,54% (23.677 voturi), fundatorul Congregației Pauline, congregație specializată în evanghelizarea prin mass-media. Urmează ca Biserica să se pronunțe oficial în acest patronat .
Este unul din următorii trei sfinți propuși să fie recunoscuți ca Învățător (doctor) al Bisericii.

### Autorități
Numeroase autorități ecleziastice și civile, capete încoronate, oameni de cultură și de știință, l-au cunoscut și l-au apreciat. Dintre aceștia amintim: abatele Rosmini, Cardinalul Alimonda, Cardinalul Antonelli, Cardinalul Antonucci, Cardinalul Gaude, Cardinalul Gaudenzi, contele Camillo Benso di Cavour, contele Colle din Toulon, contele de Camburzano, contesa de Viry, contesa Ieronima Uguccioni Gherardi, Joseph de Maistre, marchizul Gustavo Benso di Cavour, marchiza de Barolo, marchiza Fassati, marchizul Scarampi, Papa Leon al XIII-lea, Papa Pius al IX-lea, regele Italiei Carol Alberto, Urbano Ratazzi, scriitorul francez Victor Hugo.

## Don Bosco în mass-media

### Publicații
Sunt nenumărate publicațiile despre don Bosco. Cea mai amplă lucrare biografică în limba italiană este "Memorie biografiche", operă scrisă între anii 1898 și 1939, în XIX volume, scrisă de trei martori: Giovanni Battista Lemoyne - volumele I-IX, Angelo Amadei - volumul X, Eugenio Ceria - volumele XI-XIX.
În limba română sunt de semnalat:
- Wilhelm Hunermann - "Don Bosco și băieții lui" (1994), trad. Berlogea Anca, ISBN 973-96327-6-9
- Pr. dr. Liviu Pandrea - "Don Bosco, crainicul bucuriei" (Casa de Editură Unitas, Cluj-Napoca, 1997), ISBN 973-96275-3-6 Arhivat în 28 ianuarie 2007, la Wayback Machine.
- Teresio Bosco - "Don Bosco: istoria unui preot" (sdb, Editura Babel, 1999), trad. Alina Cambir, ISBN 973-98899-1-3 Arhivat în 28 ianuarie 2007, la Wayback Machine.

### Cântece clasice
S-au compus și multe cântece în cinstea lui don Bosco. Amintim câteva din cele clasice:
- Campane suonate (Text: S. Rastello, Muzica: G. Pagella, Transcr.: D. Stefani)
- C'era una volta (Text, muzica: M. Gonzo, Transcr.: D. Stefani)
- Cuore di Dio (Text, muzica: E. Cutùli, Transcr.: A. Fant)
- Dio della gioia (Muzica: A. Lagorio)
- Dio gli donò (Muzica: A. Lagorio)
- Dolcissimo santo (Text: P. Gallini, Muzica: R. Antolisei)
- Don Bosco 2000 (Text, muzica: Domenico Machetta)
- Don Bosco ritorna! '88 (Text, muzica: Domenico Machetta)
- Don Bosco, la gloria dei cieli (Text: E. M., Muzica: V. Cimatti)
- Giù dai colli (Text: S. Rastello, Muzica: M. Gregorio, Transcr.: D. Stefani)
- Hai creduto (Muzica: A. Lagorio)
- O buon padre (Text: P. Gallini, Muzica: R. Antolisei)
- Padre, maestro e amico (Muzica: A. Lagorio)
- Salve, don Bosco santo (Text: B. Sanchez, Trad.: R. Frattallone, Transcr. D. Stefani)
- Sapientiam (Text: R. Uguccioni, Muzica: L. Lasagna, Trascr.: D. Stefani)
- Un cuore grande (Text, muzica: A. Lagorio, Transcr.: A. Fant)
- Venite a me (Muzica: A. Lagorio)
- Verdi le tue valli (Text, muzica: F.Pasqualetti, Transcr.: A. Fant).

### Filme
În afara nenumăratelor documentare, au fost turnate 4 filme despre don Bosco:
- Don Bosco (1935), regia Goffredo Alessandrini (în rolul principal: Gian Paolo Rosmino)
- Don Bosco (1961), regia Jesús Valero (în rolul principal: Rafael Bertrand?)
- Don Bosco (1988), regia Leandro Castellani (în rolul principal: Ben Gazzara)
- Don Bosco (2004) (film TV), regia Lodovico Gasparini (în rolul principal: Flavio Insinna)

### Fotografii originale

Don Bosco, Torino, 1861
Don Bosco spovedind, Torino, 1861
Don Bosco cu fanfara, Torino, 1870
Don Bosco cu Crucifixul și Fecioara Maria, Torino, 1878
Don Bosco, Torino, 1880
Don Bosco, Sampierdarena, 1886
Don Bosco, Sampierdarena, 1886-2
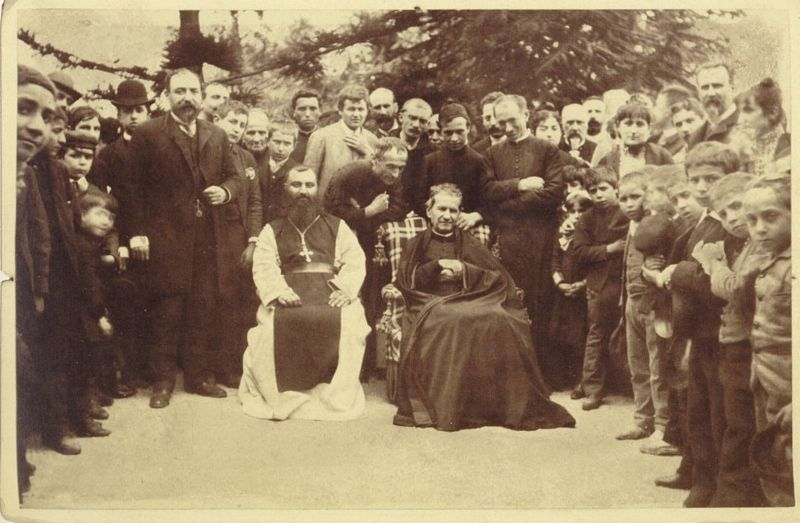
Don Bosco, Barcelona, Spania 1886